# Gare d'Arcueil - Cachan
La gare d'Arcueil - Cachan est une gare ferroviaire française de la ligne de Sceaux, située dans la commune de Cachan, à proximité immédiate d'Arcueil (département du Val-de-Marne).
C'est une gare de la Régie autonome des transports parisiens (RATP) desservie par les trains de la ligne B du RER.

## Situation ferroviaire
Au nord de la gare et de l'aqueduc de la Vanne, sur le territoire d'Arcueil, entre la rue Paul-Bert (à l'ouest) et la rue du 8-Mai-1945 (à l'est), existait une gare marchandises aujourd'hui utilisée comme voies de garage de certains matériels de travaux de la RATP.

## Histoire

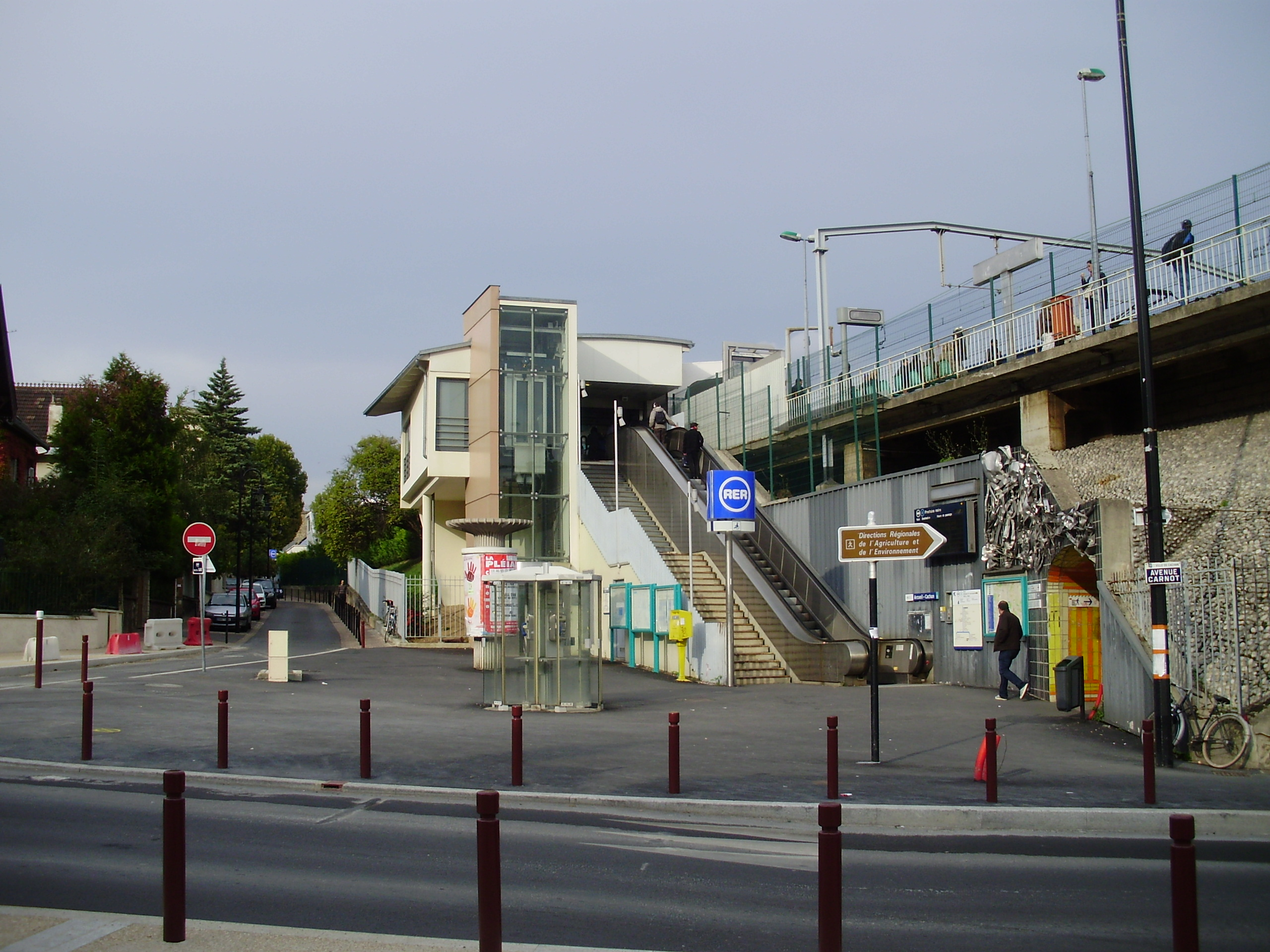
Entrée principale sur l'avenue Carnot à l'ouest des voies.

Inaugurée le 23 juin 1846, cette gare est l'une des plus anciennes de la ligne, ouverte le 7 juin 1846. Le chef de ligne y avait ses locaux jusque dans les années 1980. Elle a servi de modèle à de nombreuses autres sur le tronçon allant jusqu'à Orsay.
Bien que portant le nom des deux communes d'Arcueil et de Cachan, la gare voyageurs est située sur le territoire de Cachan. La commune limitrophe d'Arcueil dispose également pour sa desserte de la gare de Laplace, plus au nord sur cette ligne B (en direction de Paris et au-delà vers Roissy et Mitry - Claye), qui, elle, est située sur son territoire.
Au sud-ouest du territoire de la commune de Cachan, il existe une autre gare, également sur la ligne B (en direction de Robinson et Saint-Rémy-lès-Chevreuse), mais qui porte le nom de la commune limitrophe de Bagneux.
En 2011, 3 101 352 voyageurs sont entrés à cette gare.

## Service des voyageurs

### Accès
Quatre accès permettent aux usagers d'entrer et de sortir de la gare :
- l'accès no 1 « Rue du Docteur Gasselin », situé au niveau du bâtiment voyageurs, permet de se rendre au centre-ville d'Arcueil ;
- l'accès no 2 « Marché Carnot », un des deux accès sud de la gare, comporte un escalier fixe et un ascenseur séparés par l'avenue Carnot ;
- l'accès no 3 « Avenue Carnot » est situé à proximité de l'accès no 2 le long de la rue de la Gare et comporte aussi un escalier fixe et un ascenseur  ;
- l'accès no 4 « Rue de la Gare » est le second accès nord de la gare.

Accès à la gare
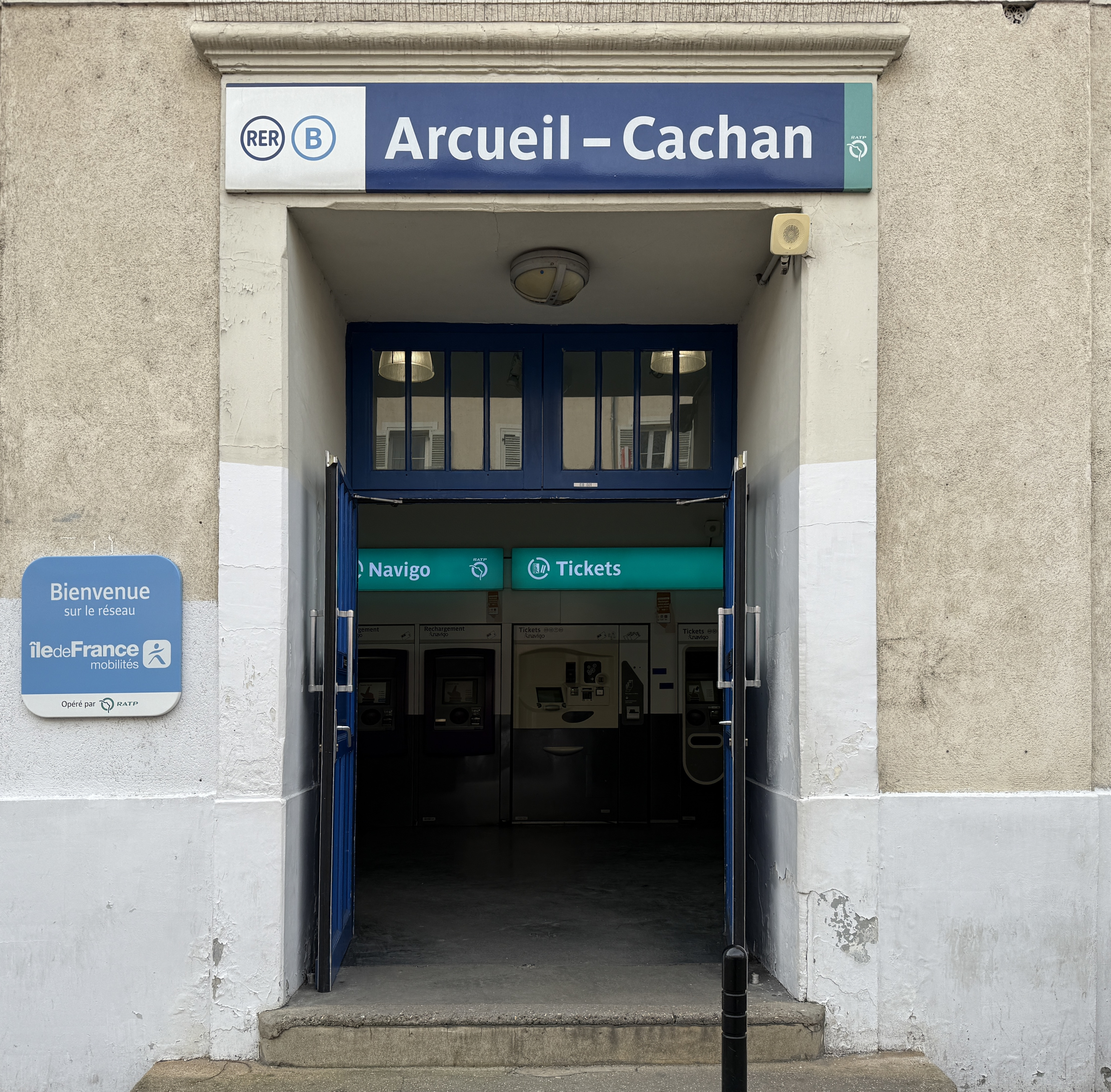
L'accès no 1 « Rue du Docteur Gasselin ».
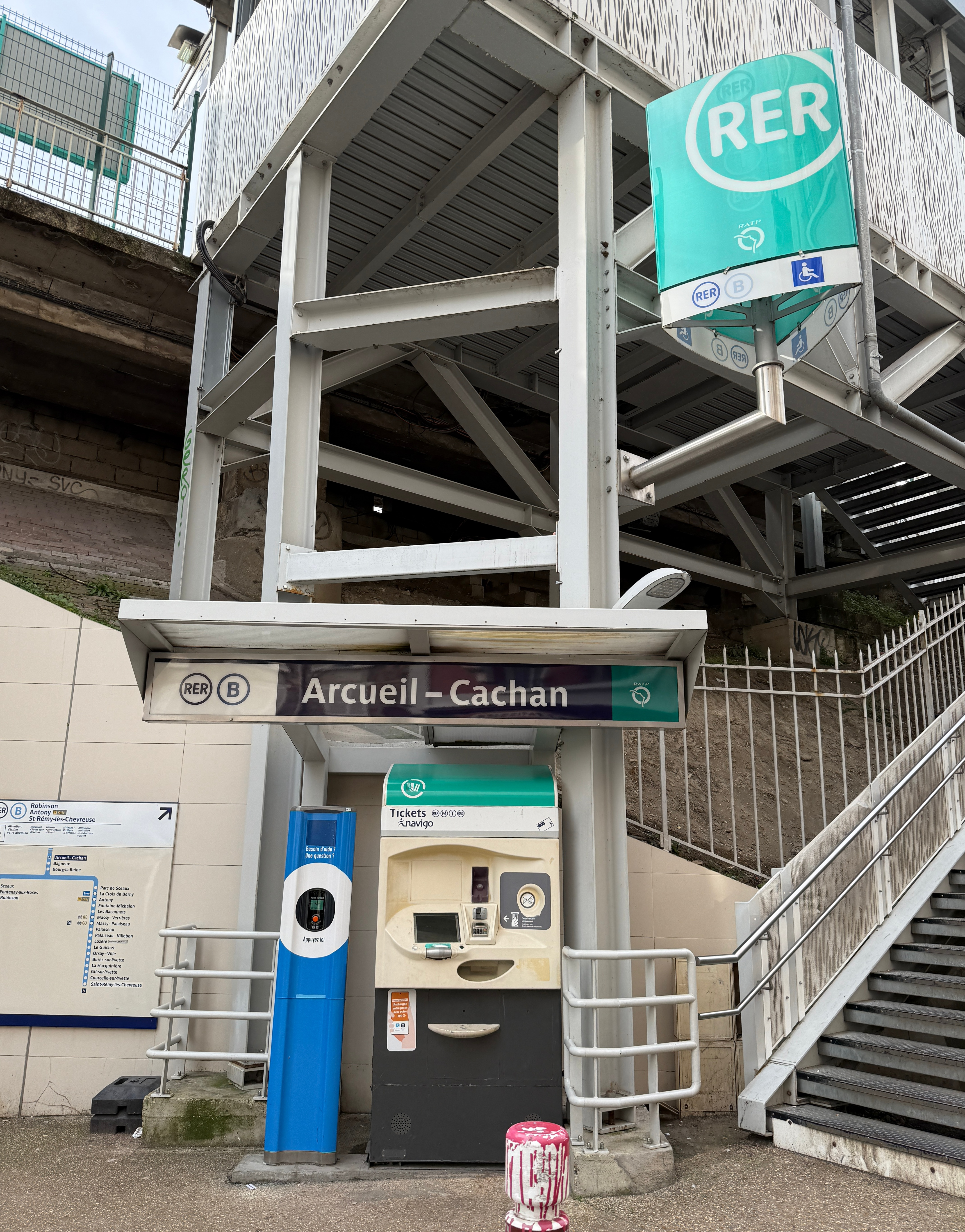
L'accès no 2 « Marché Carnot ».
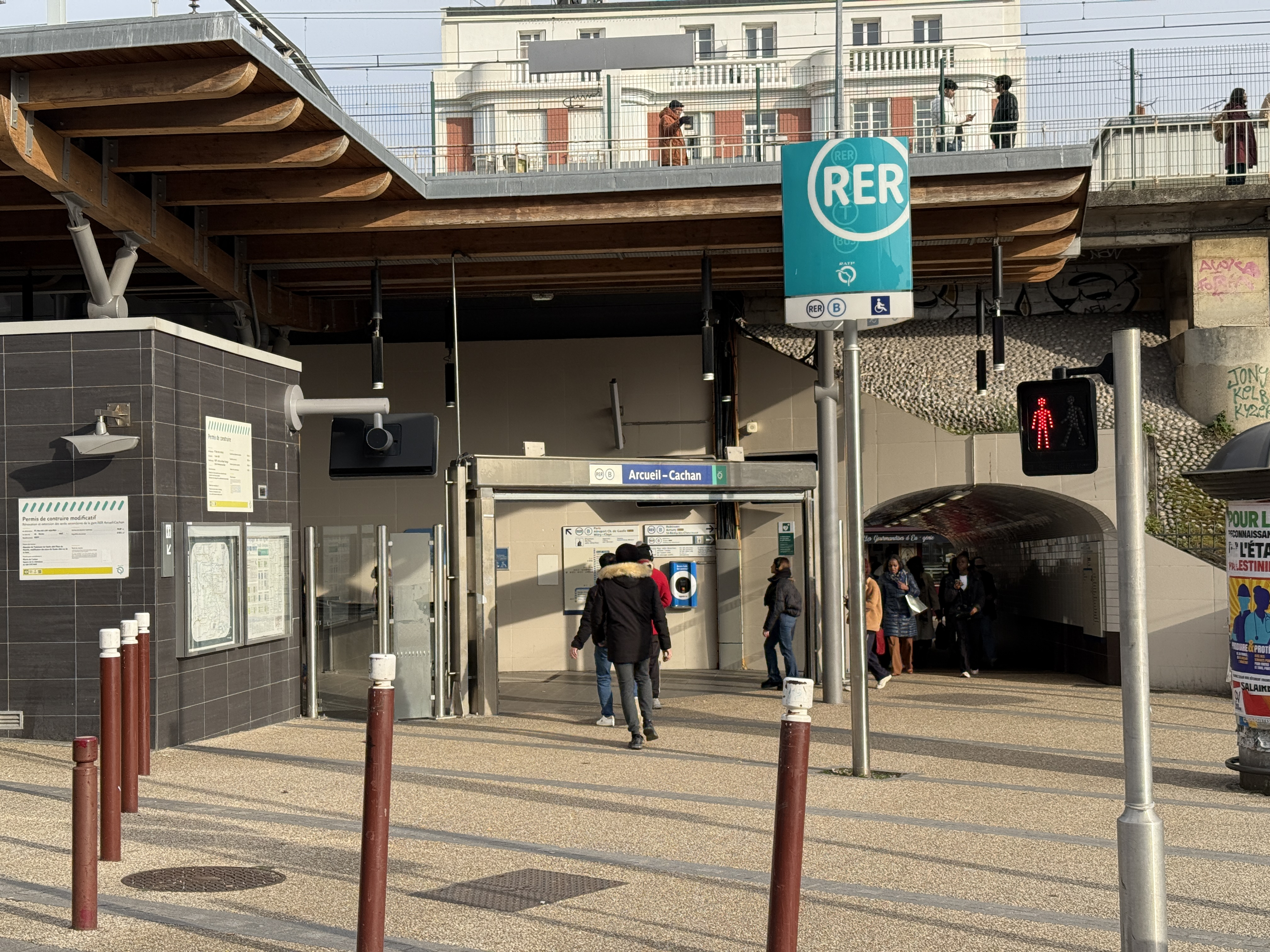
L'accès no 3 « Avenue Carnot ».
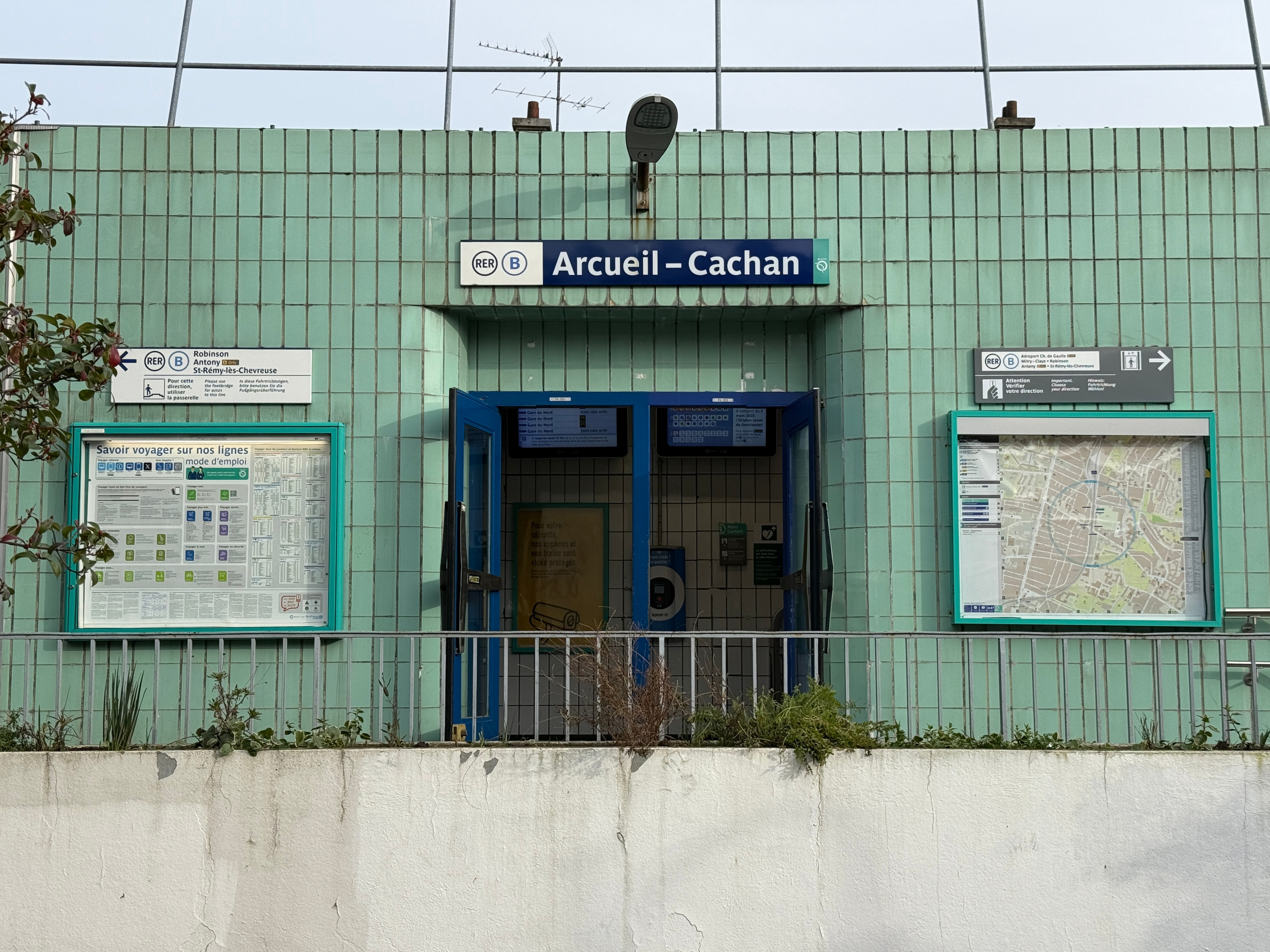
L'accès no 4 « Rue de la Gare ».

### Desserte
La gare est desservie par les trains de la ligne B du RER.

### Intermodalité
La gare est desservie par les lignes 162, 187 et 193 du réseau de bus RATP ainsi que par les lignes v3 et v4 du réseau de bus Valouette.

## Galerie de photographies

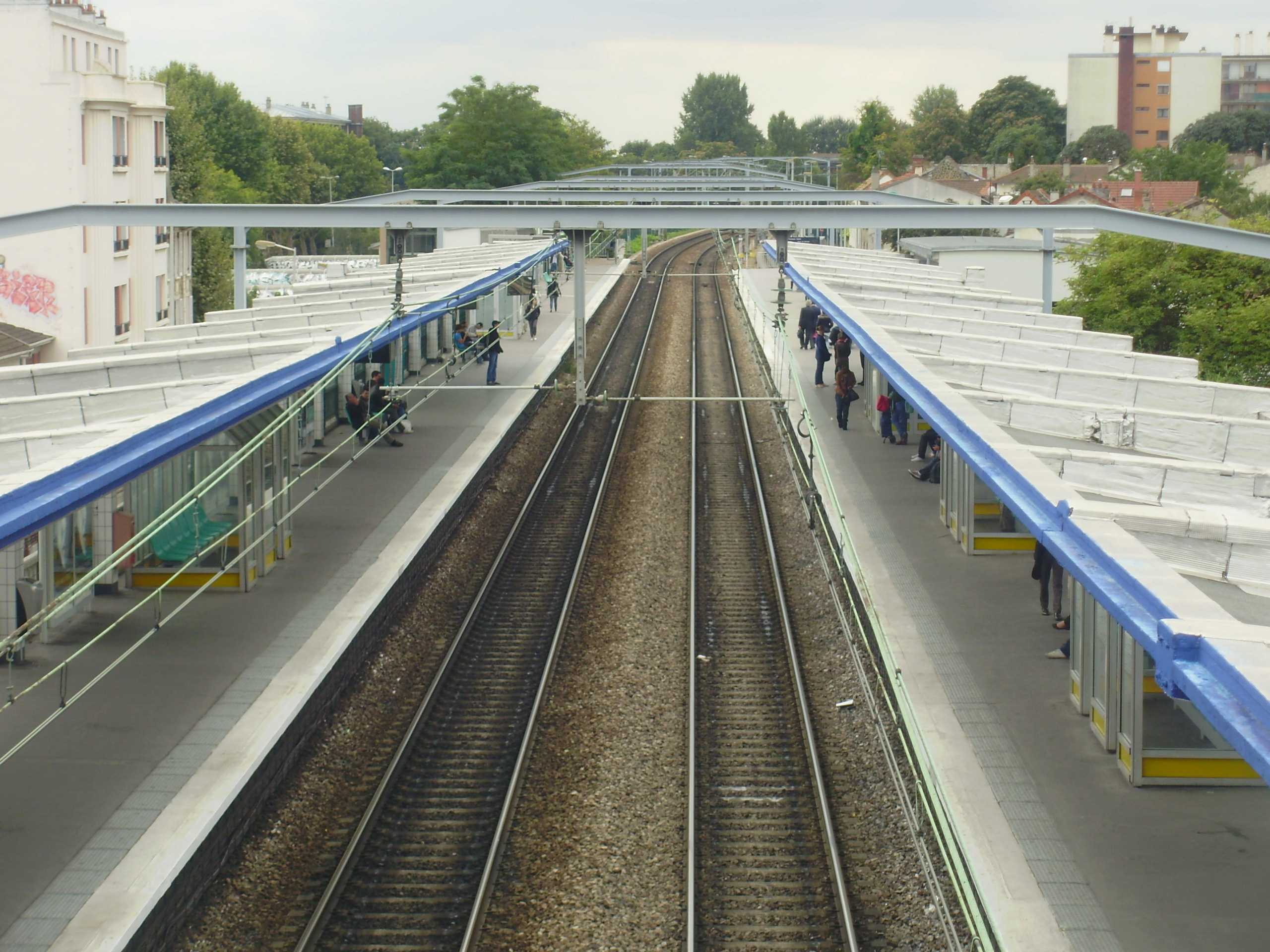
Vue des voies en direction de Robinson/Saint-Rémy-lès-Chevreuse depuis la passerelle au nord des quais.
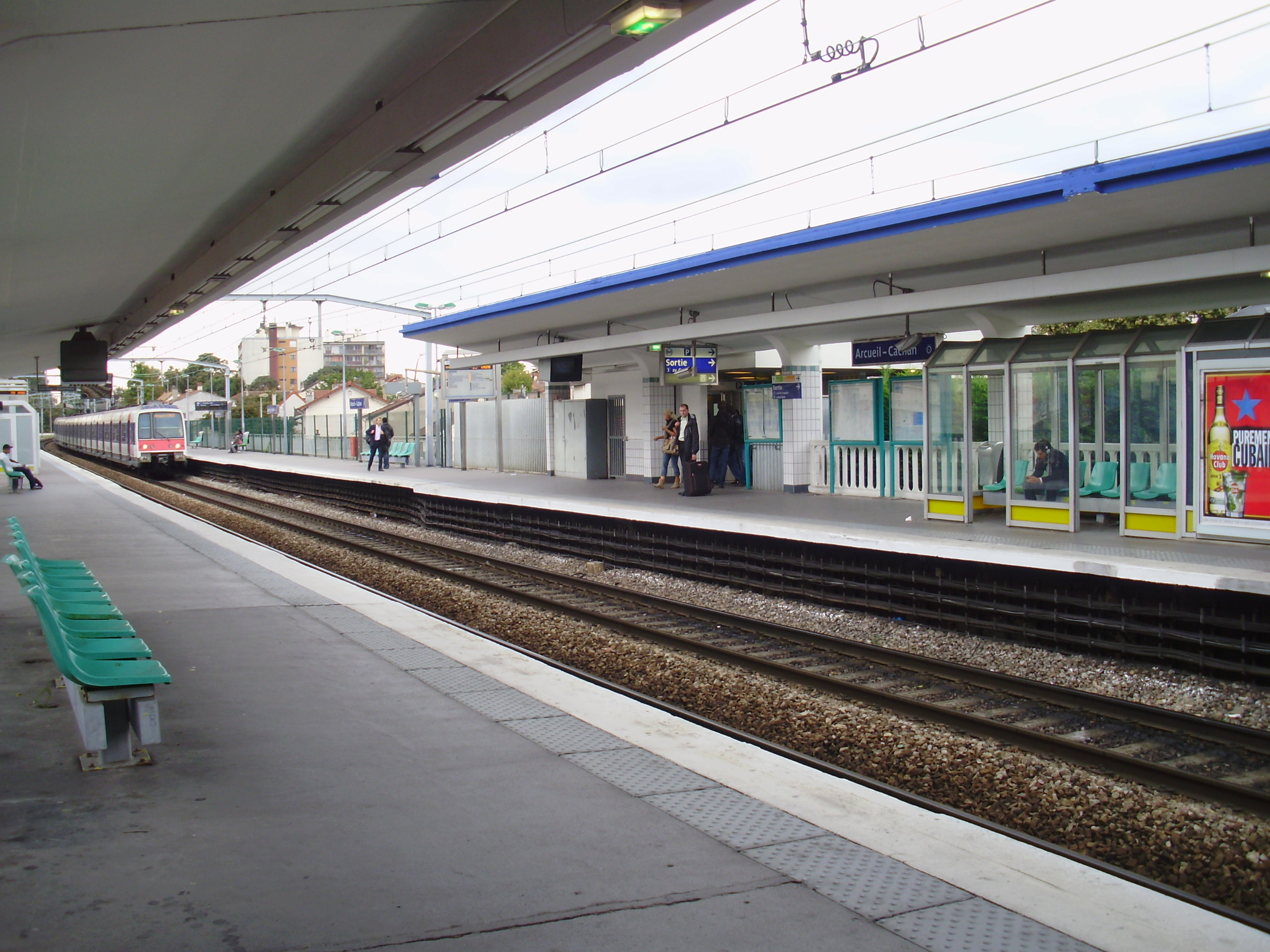
Vue en direction de Robinson/Saint-Rémy-lès-Chevreuse depuis le quai pour ces destinations.
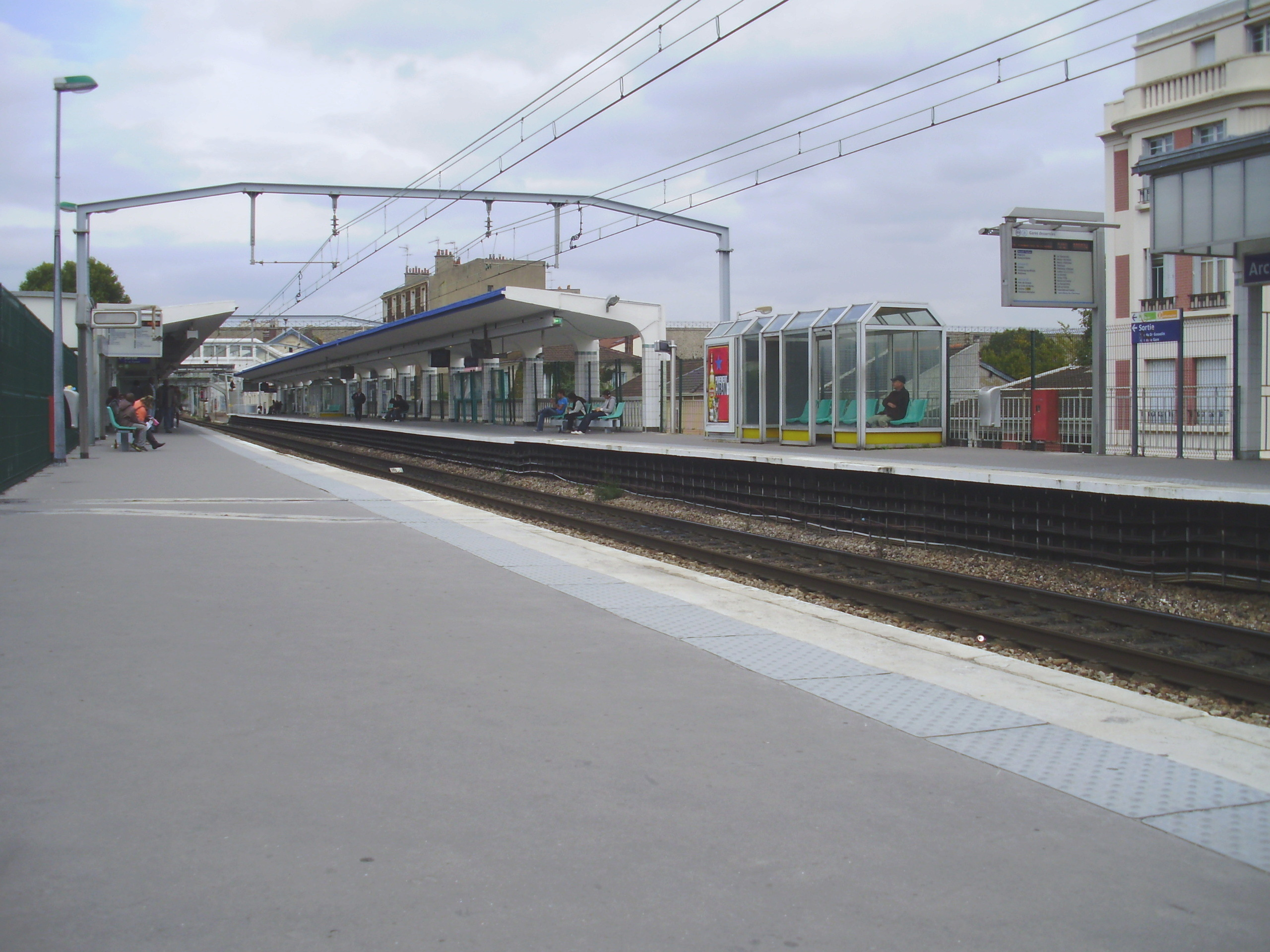
Vue en direction d'Aéroport CDG 2/Mitry - Claye depuis le quai pour ces destinations.
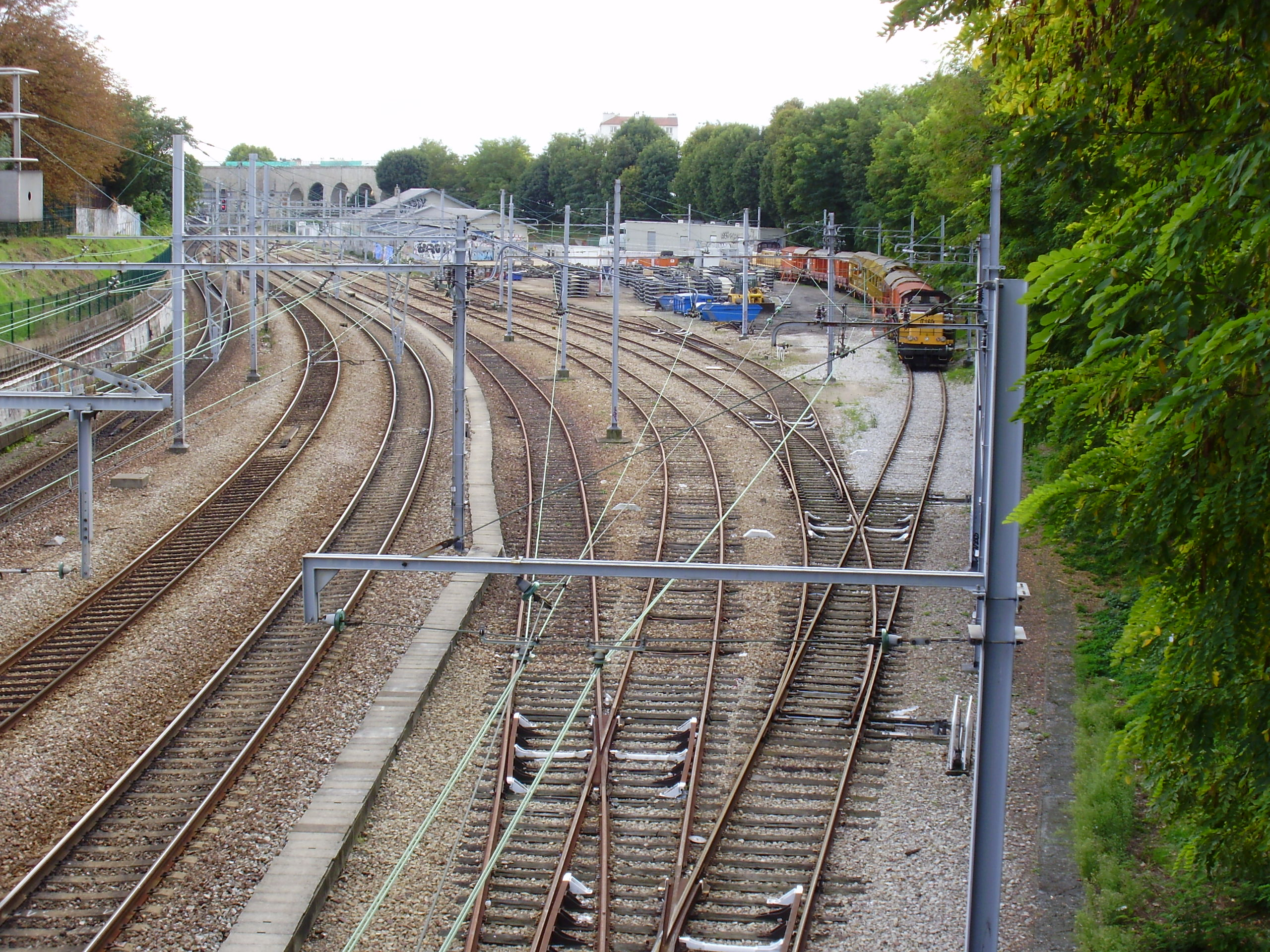
Voies de garage de la gare d'Arcueil - Cachan vues en regardant vers le sud depuis le pont de la rue Berthollet à Arcueil.

## Projets
À la fin de 2025, elle devrait aussi accueillir une gare souterraine de la ligne 15 du Grand Paris Express,. La future gare du Grand Paris Express sera implantée sous les voies du RER B et le marché Carnot, à l'angle des avenues Carnot et Eyrolles,. Ses quais seront à une profondeur de −24 m. Pour sa réalisation, la Société du Grand Paris a acquis en mars 2013 une parcelle de 3 513 m2 dont une partie accueille actuellement le marché Carnot qui a été reconstruit un peu plus loin. L'hôtel Kyriad et cinq maisons seront également démolis. La conception de cette gare est confiée à l'agence ar.thème associés.